# Piotr Zieliński
Piotr Sebastian Zieliński (sinh ngày 20 tháng 5 năm 1994) là một cầu thủ bóng đá chuyên nghiệp người Ba Lan hiện đang thi đấu ở vị trí tiền vệ cho câu lạc bộ Serie A Inter Milan và đội tuyển bóng đá quốc gia Ba Lan. Được đánh giá là một trong những tiền vệ xuất sắc nhất thế giới trong thế hệ của mình, anh nổi tiếng nhờ lối chơi giàu kỹ thuật, khả năng rê bóng, chuyền bóng siêu hạng, nhãn quan chiến thuật tốt và sự đa năng trong lối chơi.
Trong suốt sự nghiệp của mình, anh cũng đã từng thi đấu trong màu áo của các câu lạc bộ Ý gồm Napoli, Udinese và Empoli.
Zieliński đã đại diện cho Ba Lan tham dự UEFA Euro 2016 tại Pháp, FIFA World Cup 2018 tại Nga, UEFA Euro 2020, FIFA World Cup 2022 tại Qatar và UEFA Euro 2024 tại Đức. Anh có hai anh trai cũng là những cầu thủ bóng đá chuyên nghiệp – Paweł và Tomasz Zieliński.

## Sự nghiệp câu lạc bộ
Zieliński bắt đầu sự nghiệp của mình tại câu lạc bộ địa phương Orzeł Ząbkowice Śląskie, nơi anh được huấn luyện bởi cha mình. Năm 14 tuổi, anh gia nhập Zagłębie Lubin. Anh thi đấu ngày càng tiến bộ và được tập luyện cùng đội một khi mới 15 tuổi.
Năm 17 tuổi, anh chuyển ra nước ngoài để gia nhập Udinese Calcio

### Udinese
Anh có trận ra mắt ở Serie A vào ngày 2 tháng 11 năm 2012 khi vào thay Antonio Di Natale ở phút 91 trong trận đấu với Cagliari

### Empoli
Năm 2014, anh gia nhập Empoli dưới dạng cho mượn

### Napoli
Vào ngày 4 tháng 8 năm 2016, sau nhiều tháng đồn đoán về việc chuyển nhượng, Zieliński chuyển từ Udinese đến Napoli với mức giá được báo cáo là 16 triệu euro.Anh ghi bàn thắng đầu tiên trong màu áo Napoli vào ngày 3 tháng 12, trong chiến thắng 3–0 trên sân nhà trước Inter Milan. Vào ngày 31 tháng 8 năm 2020, anh ký hợp đồng mới với Napoli đến năm 2024.

### Inter Milan
Sau dừng bước của Đội tuyển bóng đá quốc gia Ba Lan tại Euro 2024, Zieliński đã nhanh chóng được Inter Milan chiêu mộ với mức giá được xác định là 22 triệu euro. Đây cũng là đội bóng đã bị anh đã ghi bàn thắng đầu tiên cho Napoli.

## Thống kê sự nghiệp

### Câu lạc bộ
Tính đến ngày 20 tháng 4 năm 2024
| Câu lạc bộ          | Mùa giải            | Giải đấu            | Giải đấu | Giải đấu | Cúp quốc gia | Cúp quốc gia | Châu Âu | Châu Âu | Khác | Khác | Tổng cộng | Tổng cộng |
| Câu lạc bộ          | Mùa giải            | Hạng                | Trận     | Bàn      | Trận         | Bàn          | Trận    | Bàn     | Trận | Bàn  | Trận      | Bàn       |
| ------------------- | ------------------- | ------------------- | -------- | -------- | ------------ | ------------ | ------- | ------- | ---- | ---- | --------- | --------- |
| Udinese             | 2012–13             | Serie A             | 9        | 0        | 0            | 0            | 0       | 0       | —    | —    | 9         | 0         |
| Udinese             | 2013–14             | Serie A             | 10       | 0        | 0            | 0            | 1       | 0       | —    | —    | 11        | 0         |
| Udinese             | Tổng cộng           | Tổng cộng           | 19       | 0        | 0            | 0            | 1       | 0       | —    | —    | 20        | 0         |
| Empoli              | 2014–15             | Serie A             | 28       | 0        | 2            | 0            | —       | —       | —    | —    | 30        | 0         |
| Empoli              | 2015–16             | Serie A             | 35       | 5        | 1            | 0            | —       | —       | —    | —    | 36        | 5         |
| Empoli              | Tổng cộng           | Tổng cộng           | 63       | 5        | 3            | 0            | —       | —       | —    | —    | 66        | 5         |
| Napoli              | 2016–17             | Serie A             | 36       | 5        | 4            | 1            | 7       | 0       | —    | —    | 47        | 6         |
| Napoli              | 2017–18             | Serie A             | 36       | 4        | 2            | 0            | 9       | 3       | —    | —    | 47        | 7         |
| Napoli              | 2018–19             | Serie A             | 36       | 6        | 1            | 0            | 12      | 1       | —    | —    | 49        | 7         |
| Napoli              | 2019–20             | Serie A             | 37       | 2        | 5            | 0            | 7       | 0       | —    | —    | 49        | 2         |
| Napoli              | 2020–21             | Serie A             | 36       | 8        | 4            | 0            | 6       | 2       | 1    | 0    | 47        | 10        |
| Napoli              | 2021–22             | Serie A             | 35       | 6        | 0            | 0            | 7       | 2       | —    | —    | 42        | 8         |
| Napoli              | 2022–23             | Serie A             | 37       | 3        | 1            | 0            | 10      | 4       | —    | —    | 48        | 7         |
| Napoli              | 2023–24             | Serie A             | 28       | 3        | 0            | 0            | 6       | 1       | 1    | 0    | 35        | 4         |
| Napoli              | Tổng cộng           | Tổng cộng           | 281      | 37       | 17           | 1            | 64      | 13      | 2    | 0    | 364       | 51        |
| Tổng cộng sự nghiệp | Tổng cộng sự nghiệp | Tổng cộng sự nghiệp | 363      | 42       | 20           | 1            | 65      | 13      | 2    | 0    | 450       | 56        |

### Quốc tế
Tính đến ngày 10 tháng 6 năm 2024
| Ba Lan    | Ba Lan | Ba Lan |
| Năm       | Trận   | Bàn    |
| --------- | ------ | ------ |
| 2013      | 7      | 3      |
| 2014      | 1      | 0      |
| 2015      | 3      | 0      |
| 2016      | 10     | 0      |
| 2017      | 8      | 0      |
| 2018      | 12     | 3      |
| 2019      | 10     | 0      |
| 2020      | 5      | 0      |
| 2021      | 10     | 1      |
| 2022      | 12     | 3      |
| 2023      | 8      | 0      |
| 2024      | 4      | 2      |
| Tổng cộng | 90     | 12     |

### Bàn thắng quốc tế
Bàn thắng và kết quả của Ba Lan được để trước.
| #  | Ngày                 | Địa điểm                                          | Đối thủ     | Bàn thắng | Kết quả | Giải đấu                      |
| -- | -------------------- | ------------------------------------------------- | ----------- | --------- | ------- | ----------------------------- |
| 1  | 14 tháng 8 năm 2013  | PGE Arena Gdańsk, Gdańsk, Ba Lan                  | Đan Mạch    | 3–2       | 3–2     | Giao hữu                      |
| 2  | 10 tháng 9 năm 2013  | Sân vận động Olimpico, Serravalle, San Marino     | San Marino  | 1–0       | 5–1     | Vòng loại FIFA World Cup 2014 |
| 3  | 10 tháng 9 năm 2013  | Sân vận động Olimpico, Serravalle, San Marino     | San Marino  | 4–1       | 5–1     | Vòng loại FIFA World Cup 2014 |
| 4  | 27 tháng 3 năm 2018  | Sân vận động Śląski, Chorzów, Ba Lan              | Hàn Quốc    | 3–2       | 3–2     | Giao hữu                      |
| 5  | 8 tháng 6 năm 2018   | Sân vận động Miejski, Poznań, Ba Lan              | Chile       | 2–0       | 2–2     | Giao hữu                      |
| 6  | 7 tháng 9 năm 2018   | Sân vận động Renato Dall'Ara, Bologna, Ý          | Ý           | 1–0       | 1–1     | UEFA Nations League 2018–19   |
| 7  | 8 tháng 6 năm 2021   | Sân vận động Miejski, Poznań, Ba Lan              | Iceland     | 1–1       | 2–2     | Giao hữu                      |
| 8  | 29 tháng 3 năm 2022  | Sân vận động Miejski, Poznań, Ba Lan              | Thụy Điển   | 2–0       | 2–0     | Vòng loại FIFA World Cup 2022 |
| 9  | 11 tháng 6 năm 2022  | De Kuip, Rotterdam, Hà Lan                        | Hà Lan      | 2–0       | 2–2     | UEFA Nations League 2022–23   |
| 10 | 26 tháng 11 năm 2022 | Sân vận động Thành phố Giáo dục, Al Rayyan, Qatar | Ả Rập Xê Út | 1–0       | 2–0     | FIFA World Cup 2022           |
| 11 | 21 tháng 3 năm 2024  | Sân vận động quốc gia, Warsaw, Ba Lan             | Estonia     | 2–0       | 5–1     | Vòng loại UEFA Euro 2024      |
| 12 | 7 tháng 6 năm 2024   | Sân vận động quốc gia, Warsaw, Ba Lan             | Ukraina     | 2–0       | 3–1     | Giao hữu                      |

## Danh hiệu
Napoli
- Serie A: 2022–23[9]
- Coppa Italia: 2019–20[10]

U21 Ba Lan
- Four Nations Tournament: 2014–15[11]